# Richard Ševčík
Richard Ševčík (* 3. listopadu 1986, Nitra) je slovenský tanečník, choreograf a sólista baletu Divadla Josefa Kajetána Tyla v Plzni. 

## Život
Narodil se v Nitře a vyrůstal v obci Lužianky. Už ve svých čtyřech letech začal bruslit a také hrát lední hokej. Dlouho se hokeji věnoval, ale kvůli finanční náročnosti tohoto sportu jej musel zanechat. Proto se dal na latinskoamerické tance a následně i hledal školu zaměřenou právě na tanec. Tato škola byla tehdy pouze v Bratislavě a právě v té době přijel z této školy do Nitry její zaměstnanec se ptát, zdali ji někdo nechce jít studovat. Zkoušky na tuto školu Richard udělal a od roku 1997 studoval na Taneční konzervatoři Evy Jaczovej. Tu dokončil v roce 2005 a v témže roce prošel jako další stovka absolventů konzervatoří řadou konkurzů. Nakonec nastoupil do angažmá v Divadle Josefa Kajetána Tyla v Plzni, které mu bylo sympatické. V roce 2009 se stal sólistou baletu, našel si zde manželku, která byla také baletkou, a tak toto divadlo zůstalo jeho konečnou zastávkou.
Zde si zahrál několik rolích, jako byl například Konstantin Levin v Anne Karenině, Don José v Carmen, Švec v Coppélie, Zbojník v Čachtické paní, Hrabě Norbert v Červený a černý, Basil v Donu Quijoteovi, Paul Meurisse a Marcel Cerdan v Edith – vrabčák z předměstí, Mefistofeles ve Faustovi, Hyena a Čeledín v Krásce a zvíře, Ženich v Krvavé svatbě, Šašek, Rudovous a Beno v Labutím jezeru, Malý Louskáček a Myší král v Louskáčkovi, Malcolm v Macbethovi, Šašek v Otellovi, Ženich v Peeru Gyntu, Kavalír v Popelce, Řehoř Samsa v Proměně, Anděl smrti v Prométheovi, Vratko v Radúzovi a Mahuleně, Abdérachman a Trubadúr v Raymonda, Puk ve Snu noci svatojánském, Alfred v Smrti v Benátkách, Randle P. McMurphy ve Vyhoďme ho z kola ven, Trpaslík a Kluk v Zahradě, Petruccio ve Zkrocení zlé ženy a Quasimodo ve Zvoníkovi od Matky Boží. Také si zahrál i titulní role v inscenacích Chaplin, Freddie – The King of Queen a Spartakus.
Už od dob studia ho fascinovala také choreografická práce. Proto se začal této práci více věnovat a zúčastnil se i choreografických soutěží. Nejvíce na sebe upozornil, když v soutěži v Hannoveru v roce 2006 postoupil do finále a následně byl oceněn v I. a II. Mezinárodní choreografické soutěži v Brně v roce 2007 a Plzni roku 2010. Téhož roku vytvořil první choreografií pro domovské plzeňské divadlo, a to Pucciniho Turandot a od té doby začal jako choreograf spolupracovat na dalších inscenacích operních i muzikálových. Jeho prvním velkým počinem byl celovečerní balet Sen noci svatojánské, po kterém následoval Obraz Doriana Graye, za který získal Cenu města Plzně za mimořádný umělecký počin pro umělce do 30 let a následně začal vytvářet choreografii i pro ostatní divadla.
V baletu se dále zdokonaloval, a to na stážích International Ballet - seminář Wolfsegg v roce 2004 a Ballet Masterclasess in Prague v rocích 2006 a 2007. Zúčastnil se i různých baletních soutěží a byl několikrát nominován na Cenu Thálie. První širší nominace přišla za roli Ševce v Coppélii v roce 2007. V úzké nominaci byl v roce 2010 za Quasimoda ve Zvoníku od Matky Boží a roce 2016 za Dona José v Carmen. Cenu Thálie v oboru Balet, pantomima a jiný tanečnědramatický žánr obdržel za rok 2014 za ztvárnění role Spartaka ve stejnojmenném baletu.